# NGC 1339
NGC 1339 je galaksija u zviježđu Kemijska peć.

## Vanjske poveznice
- SEDS: NGC 1339